# Майстренко Яків Васильович
Майстренко Яків Васильович (12 жовтня 1903 року, містечко Опішня Зіньківського повіту Полтавської губернії — 4 квітня 1987 року, місто Київ) — український драматург, прозаїк, перекладач. Брат Івана Майстренка.

## Біографія
Закінчив Харківський інститут народного господарства (1926) та аспірантуру при Інституті літератури ім. Т. Г. Шевченка АН УРСР. Працював на партійній роботі у Харкові й Донбасі.
У 1928—1933 роках — на посаді відповідального секретаря редакції журналу «Більшовик України». Товаришував з відомими партійними діячами України М. Скрипником, В. Затонським, П. Любченком. В 1935 році на підставі наклепу колишньої колеги по аспірантурі виключений із партії, невдовзі поновлений, але знову виключений за прояви націоналізму і діяльність брата.
У другій половині 1930-х років працював у театрах Києва, Дніпропетровська, Полтави, Львова.
9 січня 1949 року заарештований. Звинувачення — участь в українській націоналістичній організації. Окремо була ухвалена постанова про вилучення в нього і знищення «шляхом спалення» 270 сторінок особистого листування, одного записника і шістьох світлин. Засуджений до десяти років ув'язнення, яке відбував у «Озерлазі». Діяльну участь у звільненні і реабілітації письменника взяв Максим Рильський.
Звільнений в 1955 році, реабілітований в 1956.

## Творчість
З 1923 року Яків Майстренко почав друкувати літературно-критичні статті та рецензії, пізніше виступав як драматург. На республіканському конкурсі п'єса «Переможці степу» («Кар'єра П'ясецького») була відзначена заохочувальною премією. Перша книжка «Національно-культурне будівництво і завдання комсомолу» вийшла в 1931 році.
Літературна спадщина письменника складає 25 п'єс, дві повісті — «Земле моя!» та «Скарб старійшини Пермяти», кілька оповідань, мемуарних нарисів-портретів. Тематика драматичних творів — життя інтелігенції, будні села, героїзм партизанів та підпільників у роки Другої світової війни.
Деякі драми виходили окремими випусками: «Поема про любов» (1958), «Дев'яте коло пекла» (1965), «Леся Українка» (1971), «Знай наших!» (1978), «Золоте весілля» (1979).
Автор краєзнавчого нарису «Моя Опішня», в якому описане її пореволюційне минуле і сучасне Майстренку життя.
Значущою у творчому доробку письменника є драма-хроніка «Леся Українка», написана на відзначення 100-річчя з дня народження поетеси (1971).
Перекладав літературні твори з російської (О. Островського, М. Горького, Вс. Іванова), білоруської (Янки Бриля) та інших мов.
Член Спілки письменників СРСР з 1962 року.